# Realkredit Danmark

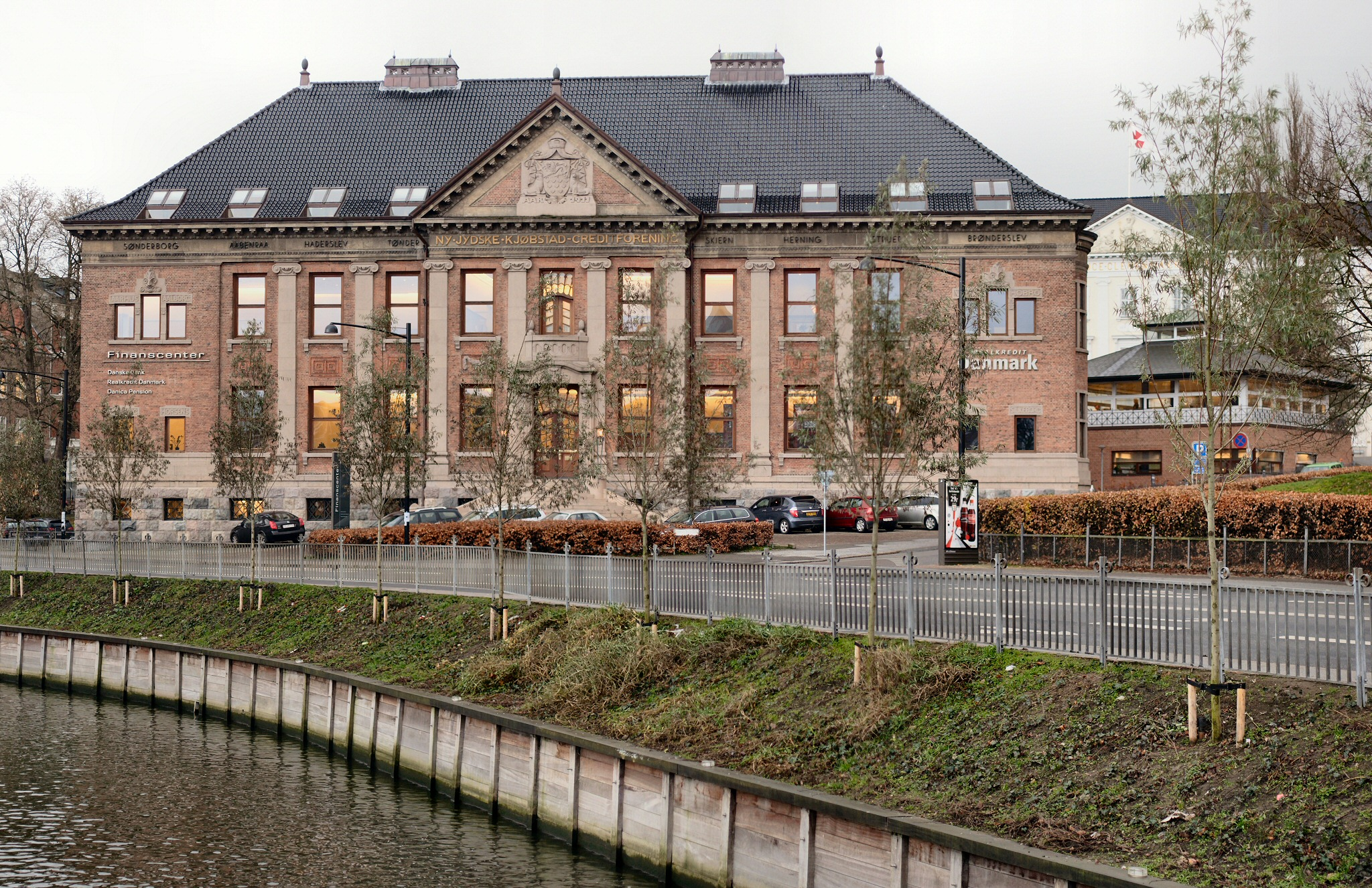
Realkredit Danmark vicino al fiume Aarhus. L'edificio fu originariamente costruito 1912 per Ny jydske Kjøbstad-Creditforening.

Realkredit Danmark A/S è una banca ipotecaria danese. Dal 2001 la società fa parte del Danske Bank Group.
Nel 2011, la società ha realizzato un utile prima delle imposte di 2,5 miliardi di corone danesi e impiegava 250 dipendenti. Nel 2011, Realkredit Danmark ha ricevuto prestiti per 724,5 miliardi di corone danesi, che corrisponde a una quota di mercato di 29,0.

## Storia

### Østifternes Kreditforening
Dopo il grande incendio del 1795, un quarto degli abitanti di Copenaghen rimase senza casa. In connessione con il finanziamento dei lavori di ricostruzione, nel 1797 fu fondata la Kreditkassen for Husejere i Kjøbenhavn a Copenhagen. Era un'associazione di istituti di credito e il primo esempio di ciò che in seguito si è sviluppato in una cooperativa di credito.
Tuttavia, le prime vere cooperative di credito non furono fondate fino al 1851. Una delle prime fu Østifternes Kreditforening, che in seguito divenne parte di Realkredit Danmark.

### L'insoddisfazione caratterizza lo sviluppo
I prezzi delle obbligazioni scesero costantemente negli anni 1860 ed era quindi difficile attirare investitori verso le obbligazioni. Allo stesso tempo, c'era insoddisfazione in diversi luoghi con Østifternes Kreditforening che forniva il maggior numero di prestiti a Copenaghen e nel Zelanda del Nord. Pertanto, l'iniziativa è nata per stabilire Østifternes Kreditkasse .
L'insoddisfazione nei confronti delle cooperative di credito ha portato anche alla costituzione della Den Danske Landmandsbank - oggi Danske Bank - alla quale è stato persino concesso il permesso di emettere mutui, vale a dire prestiti che hanno superato il limite di prestito delle vecchie cooperative di credito del 60%.
Il precedente limite di prestito del 60% significava che i "vecchi" membri dell'associazione erano molto sicuri che il principio della responsabilità solidale non significasse realmente un rischio per il singolo mutuatario. Le prime associazioni di mutui, che avevano un limite di prestito fino al 75%, furono istituite nel 1895. Erano più avverse al rischio e accettavano un tasso di interesse più elevato.

### La nuova legge sui mutui nel 1970 porta alla creazione di Kreditforeningen Danmark
Intorno al 1920 , in Danimarca c'erano 13 cooperative di credito e nove associazioni di mutui. La struttura non era chiara e le condizioni di concorrenza differivano da regione a regione. Eppure entrambi i tipi di associazioni erano riluttanti ad aumentare i prestiti.
Nel 1970 è stata approvata una nuova legge sui mutui, che ha ridotto la durata tipica a 30 anni e ha permesso ai mutuatari di ottenere tutti i loro mutui nella stessa cooperativa di credito. Ciò ha portato a molte fusioni tra le cooperative di credito negli anni '70. Nel 1972, quattro associazioni divennero Kreditforeningen Danmark. Erano: Østifternes Kreditforening, Grundejernes Hypotekforening, Provinshypotekforeningen per Danmark e Ny jydske Kjøbstad-Creditforening.

### Creazione di "Realkredit Danmark" nel 1993
Kreditforeningen Danmark ha cambiato forma nel 1993 e si è divisa in un'associazione, una holding e una società per azioni. In relazione alla trasformazione, è stata istituita una struttura di gruppo in cui Foreningen KD possedeva il 100% delle azioni di KD Holding A/S, che a sua volta possedeva le azioni del 100% della banca ipotecaria Realkredit Danmark A/S. Alla fine degli anni '90, Realkredit Danmark A/S ha iniziato una collaborazione con BG Bank, che nella primavera del 1998 ha portato alla costituzione della società ipotecaria di proprietà comune, BG Kredit.

### Fusione di Realkredit Danmark e BG Bank nel 1998
Dopo la fusione - di Realkredit Danmark e BG Bank - nell'autunno del 1998, è stata costituita la holding Kapital Holding A/S. Foreningen KD possedeva il 60% delle azioni di Kapital Holding A/S. La strategia era che le due società ben note e rispettate dovessero essere portate avanti come marchi indipendenti o "brand". La holding ha poi cambiato nome in RealDanmark A/S.

### 2000 - Fondazione di Fonden Realdania
Nell'autunno del 2000 è stato costituito Fonden Realdania quando Foreningen KD ha venduto la sua quota di RealDanmark (l'ex Kapital Holding A/S) e quindi Realkredit Danmark A/S e BG Bank a Danske Bank. Con la vendita delle quote di RealDanmark, Foreningen KD si è affermata come Fonden Realdania. Un fondo che doveva solo sostenere cause benefiche.
A seguito della cessione delle attività RealDanmark, la Fonden Realdania ha iniziato con una fortuna di quasi 17 miliardi di corone danesi - un capitale che secondo la Legge sul credito ipotecario non poteva essere rimborsato ai membri dell'associazione ipotecaria, ma che doveva essere utilizzato per scopi di beneficenza a beneficio del bene pubblico.
La missione di Realdania è ancora quella di creare qualità di vita attraverso l'ambiente costruito, attraverso progetti che supportano obbiettivi senza scopo di lucro e di beneficenza, principalmente all'interno dell'ambiente costruito e ampiamente distribuito in Danimarca.

### 2001 - Realkredit Danmark e BG Bank entrano a far parte del Danske Bank Group
Il 1º gennaio 2001, Realkredit Danmark A/S è entrata a far parte del Danske Bank Group con Danske Bank A/S come società madre continuativa attraverso una fusione.
Realkredit Danmark A/S ha continuato a esistere come società indipendente nel Danske Bank Group, mentre BG Bank fino al 2007 ha continuato ad esistere come marchio di Danske Bank.
Da allora Realkredit Danmark è stata posseduta al 100% dal Dansk Bank Group. La società immobiliare Home è una consociata interamente controllata di Realkredit Danmark.

### Mutui con Realkredit Danmark
Realkredit Danmark fornisce prestiti ipotecari a fronte di ipoteche su immobili finanziati mediante l'emissione di obbligazioni. I prestiti ipotecari con Realkredit Danmark possono essere suddivisi in cinque tipi principali: prestiti obbligazionari, prestiti in contanti, FlexLån®, chiamati anche prestiti a tasso variabile, FlexGaranti® e RenteDyk ™. I cinque tipi di prestito possono essere classificati in tre gruppi: 1. Tasso di interesse fisso: prestiti obbligazionari o in contanti. 2. Tasso di interesse variabile: FlexLån®. E 3. Combinazione di tasso di interesse fisso e tasso di interesse variabile: FlexGaranti® o RenteDyk ™.

## Direttori
- 1972-1972 Svend Dal, amministratore delegato
- 1972-1988 Erik Haunstrup Clemmensen, amministratore delegato
- 1988-1993 Ole Andresen, amministratore delegato
- 1993-2002 Kjeld Jørgensen, amministratore delegato
- 2002-2009 Sven Holm, amministratore delegato
  - Bent Fjord, direttore
  - Mogens Holm, direttore
  - Jens Erik Corvinius, direttore
- 2009-oggi Carsten Nøddebo, amministratore delegato (direttore dal 2006)